# Puchar Zatoki Perskiej w Piłce Nożnej 2024
Ten artykuł dotyczy trwającego lub niedawnego wydarzenia sportowego. Informacje w nim zamieszczone mogą się zmienić lub zdezaktualizować wraz z postępem zdarzenia. Początkowe doniesienia, wyniki lub statystyki mogą być niepewne. Ostatnie aktualizacje do tego artykułu mogą nie odzwierciedlać najbardziej aktualnych informacji.
Puchar Zatoki Perskiej w piłce nożnej 2024 – dwudziesty szósty turniej pucharu Zatoki Perskiej w piłce nożnej. Wydarzenie to po raz piąty rozgrywane jest w Kuwejcie. Rozpoczęło się 21 grudnia 2024 roku, a zakończy 3 stycznia 2025 roku.

## Uczestnicy
| Drużyna          | Ostatni występ | Najlepszy Wynik                                                          | Wynik        |
| ---------------- | -------------- | ------------------------------------------------------------------------ | ------------ |
| Kuwejt           | 2023           | Mistrzostwo (1970, 1972, 1974, 1976, 1982, 1986, 1990, 1996, 1998, 2010) | Półfinał     |
| Oman             | 2023           | Mistrzostwo (2009, 2017/18)                                              | II miejsce   |
| Katar            | 2023           | Mistrzostwo (1992, 2004, 2014)                                           | Faza grupowa |
| ZEA              | 2023           | Mistrzostwo (2007, 2013)                                                 | Faza grupowa |
| Irak             | 2023           | Mistrzostwo (1979, 1984, 1988, 2023)                                     | Faza grupowa |
| Jemen            | 2023           | Faza grupowa                                                             | Faza grupowa |
| Arabia Saudyjska | 2023           | Mistrzostwo (1994, 2002, 2003/04)                                        | Półfinał     |
| Bahrajn          | 2023           | Mistrzostwo (2019)                                                       | Mistrz       |

## Stadiony
Turniej został rozegrany na 2 stadionach w jednym mieście.
| Kuwejt                 | Kuwejt              |
| ---------------------- | ------------------- |
| Jaber Al-Ahmad Stadium | Sulaibikhat Stadium |
| Pojemność: 60 000      | Pojemność: 15 000   |
|                        |                     |

## Faza grupowa
Na podstawie:
Gdy dwie lub więcej drużyn zakończy fazę grupową z taką samą liczbą punktów, o kolejności w tabeli decyduje:
1. bilans bramkowy
2. liczba goli zdobytych w fazie grupowej;
3. punkty zdobyte w meczach pomiędzy danymi drużynami;
4. różnica bramek w meczach pomiędzy danymi drużynami;
5. zdobyte bramki w meczach pomiędzy danymi drużynami;
6. klasyfikacja fair play;
7. losowanie.

### Grupa A
| Lp. | Drużyna | M | Mecze | Mecze | Mecze | Bramki | Bramki | Bramki | Pkt |
| Lp. | Drużyna | M | W     | R     | P     | +      | −      | +/−    | Pkt |
| --- | ------- | - | ----- | ----- | ----- | ------ | ------ | ------ | --- |
| 1.  | Oman    | 3 | 1     | 2     | 0     | 4      | 3      | +1     | 5   |
| 2.  | Kuwejt  | 3 | 1     | 2     | 0     | 4      | 3      | +1     | 5   |
| 3.  | ZEA     | 3 | 0     | 2     | 1     | 3      | 4      | −1     | 2   |
| 4.  | Katar   | 3 | 0     | 2     | 1     | 3      | 4      | −1     | 2   |

| 21 grudnia 2024 18:00 CET | Kuwejt · Nasser 34' | 1:1(1:1)Raport | Oman · 42' Al-Subhi | Jaber Al-Ahmad Stadium, Kuwejt Widzów: 42 455 Sędzia: Khalid Saleh Al-Turais |
|                           |                     |                |                     |                                                                              |

| 21 grudnia 2024 20:00 CET | Katar · Afif 17' (k) | 1:1(1:1)Raport | Zjednoczone Emiraty Arabskie · 45' Al-Ghassani | Sulaibikhat Stadium, Kuwejt Widzów: 5 007 Sędzia: István Kovács |
|                           |                      |                |                                                |                                                                 |

| 24 grudnia 2024 15:25 CET | Oman · Al-Subhi 20' (k), 52' | 2:1(1:1)Raport | Katar · 2' Ali | Sulaibikhat Stadium, Kuwejt Widzów: 4 552 Sędzia: Mohanad Qasim Sarray |
|                           |                              |                |                |                                                                        |

| 24 grudnia 2024 18:30 CET | Zjednoczone Emiraty Arabskie · Canedo 5' | 1:2(1:1)Raport | Kuwejt · 16' Daham · 89' Al-Enezi | Jaber Al-Ahmad Stadium, Kuwejt Widzów: 48 621 Sędzia: Dahane Beida |
|                           |                                          |                |                                   |                                                                    |

| 27 grudnia 2024 15:30 CET | Kuwejt · Daham 74' | 1:1(0:0)Raport | Katar · 90+11' Muntari | Jaber Al-Ahmad Stadium, Kuwejt Widzów: 57 742 Sędzia: Mustapha Ghorbal |
|                           |                    |                |                        |                                                                        |

| 27 grudnia 2024 15:30 CET | Zjednoczone Emiraty Arabskie · Al-Ghassani 20' | 1:1(1:0)Raport | Oman · 79' Al-Mushaifri | Sulaibikhat Stadium, Kuwejt Widzów: 7 813 Sędzia: Ammar Mahfoodh |
|                           |                                                |                |                         |                                                                  |

### Grupa B
| Lp. | Drużyna          | M | Mecze | Mecze | Mecze | Bramki | Bramki | Bramki | Pkt |
| Lp. | Drużyna          | M | W     | R     | P     | +      | −      | +/−    | Pkt |
| --- | ---------------- | - | ----- | ----- | ----- | ------ | ------ | ------ | --- |
| 1.  | Bahrajn          | 3 | 2     | 0     | 1     | 6      | 4      | +2     | 6   |
| 2.  | Arabia Saudyjska | 3 | 2     | 0     | 1     | 8      | 6      | +2     | 6   |
| 3.  | Irak             | 3 | 1     | 0     | 2     | 2      | 5      | −3     | 3   |
| 4.  | Jemen            | 3 | 1     | 0     | 2     | 4      | 5      | −1     | 3   |

| 22 grudnia 2024 15:25 CET | Irak · Hussein 64' | 1:0(0:0)Raport | Jemen | Sulaibikhat Stadium, Kuwejt Widzów: 7 203 Sędzia: Abdulrahman Al-Jassim |
|                           |                    |                |       |                                                                         |

| 22 grudnia 2024 18:30 CET | Arabia Saudyjska · Al-Juwayr 73' · Al-Shehri 86' (k) | 2:3(0:2)Raport | Bahrajn · 19' Abduljabbar · 38' Al-Humaidan · 76' Marhoon | Jaber Al-Ahmad Stadium, Kuwejt Widzów: 7 726 Sędzia: Ahmad Al-Ali |
|                           |                                                      |                |                                                           |                                                                   |

| 25 grudnia 2024 15:25 CET | Jemen · Al-Zubaidi 8' · Sabarah 27' | 2:3(2:1)Raport | Arabia Saudyjska · 30' Kanno · 57' (k) Al-Juwayr · 90+3' Al-Hamdan | Sulaibikhat Stadium, Kuwejt Widzów: 9 200 Sędzia: Qasim Al Hatmi |
|                           |                                     |                |                                                                    |                                                                  |

| 25 grudnia 2024 18:30 CET | Bahrajn · Madan 38', 47' | 2:0(1:0)Raport | Irak | Jaber Al-Ahmad Stadium, Kuwejt Widzów: 13 150 Sędzia: Halil Umut Meler |
|                           |                          |                |      |                                                                        |

| 28 grudnia 2024 15:30 CET | Irak · Ali 64' | 1:3(0:0)Raport | Arabia Saudyjska · 57' (k) Al-Dawsari · 81', 86' Al-Hamdan | Jaber Al-Ahmad Stadium, Kuwejt Widzów: 54 942 Sędzia: István Kovács |
|                           |                |                |                                                            |                                                                     |

| 28 grudnia 2024 15:30 CET | Bahrajn · Al-Romaihi 62' | 1:2(0:1)Raport | Jemen · 41' (sam.) Al-Khatal · 88' Al-Zubaidi | Sulaibikhat Stadium, Kuwejt Sędzia: Omar Mohamed Al Ali |
|                           |                          |                |                                               |                                                         |

## Faza pucharowa
W fazie pucharowej uczestniczyć będą 4 zespoły, które awansują z fazy grupowej. Ta część rywalizacji składa się z dwóch rund. Rozegrane zostaną półfinały, których zwycięzcy zagrają o tytuł mistrzowski. W każdym ze spotkań fazy pucharowej mecz zakończony w regulaminowym czasie remisem musi być rozstrzygnięty poprzez trzydziestominutową dogrywkę. Jeżeli wynik nadal pozostaje nierozstrzygnięty, następuje seria rzutów karnych.
|  |                    |                  |          |                    |   |       |       |       |
|  | Półfinał           | Półfinał         | Półfinał |                    |   | Finał | Finał | Finał |
|  | Półfinał           | Półfinał         | Półfinał |                    |   | Finał | Finał | Finał |
|  | 30 grudnia, Kuwejt |                  |          |                    |   |       |       |       |
|  |                    |                  |          |                    |   |       |       |       |
|  | Oman               | Oman             | 2        |                    |   |       |       |       |
|  | Oman               | Oman             | 2        | 4 stycznia, Kuwejt |   |       |       |       |
|  | Arabia Saudyjska   | Arabia Saudyjska | 1        |                    |   |       |       |       |
|  | Arabia Saudyjska   | Arabia Saudyjska | 1        |                    |   | Oman  | Oman  | 1     |
|  | 31 grudnia, Kuwejt |                  |          |                    |   | Oman  | Oman  | 1     |
|  |                    |                  | Bahrajn  | Bahrajn            | 2 |       |       |       |
|  | Bahrajn            | Bahrajn          | Bahrajn  | Bahrajn            | 2 | 1     |       |       |
|  | Bahrajn            | Bahrajn          |          |                    |   |       |       |       |
|  | Kuwejt             | Kuwejt           | 0        |                    |   |       |       |       |
|  | Kuwejt             | Kuwejt           | 0        |                    |   |       |       |       |

UWAGA: W nawiasach podane są wyniki po rzutach karnych.

### Półfinały
| 31 grudnia 2024 15:30 CET | Oman · Al-Alawi 74' · Al-Busaidi 85' | 2:1(0:0)Raport | Arabia Saudyjska · 87' Kanno | Sulaibikhat Stadium, Kuwejt Widzów: 10 500 Sędzia: Halil Umut Meler |
|                           |                                      |                |                              |                                                                     |

| 31 grudnia 2024 18:45 CET | Bahrajn · Marhoon 75' | 1:0(0:0)Raport | Kuwejt | Jaber Al-Ahmad Stadium, Kuwejt Widzów: 60 122 Sędzia: István Kovács |
|                           |                       |                |        |                                                                     |

### Finał
| 4 stycznia 2025 17:00 CET | Oman · Al-Mushaifri 17' | 1:2(1:0)Raport | Bahrajn · 78' (k) Marhoon · 80' (sam.) Al-Musalami | Jaber Al-Ahmad Stadium, Kuwejt Sędzia: Abdulrahman Al-Jassim |
|                           |                         |                |                                                    |                                                              |

## Strzelcy
Bramki z serii rzutów karnych nie są wliczane do klasyfikacji strzelców.

### 3 gole
- Abdullah Al-Hamdan
- Essam Al-Subhi
- Mohamed Marhoon

### 2 gole
78' (k) Marhoon
 80' (sam.) Al-Musalami

- Musab Al-Juwayr
- Mohamed Kanno
- Ali Madan
- Harwan Al-Zubaidi
- Mohammad Daham
- Abdulrahman Al-Mushaifri
- Yahya Al-Ghassani

### 1 gol
- Salem Al-Dawsari
- Saleh Al-Shehri
- Mahdi Abduljabbar
- Mahdi Al-Humaidan
- Mohamed Al-Romaihi
- Mohanad Ali
- Ayman Hussein
- Abdul Majeed Sabarah
- Akram Afif
- Almoez Ali
- Mohammed Muntari
- Moath Al-Enezi
- Yousef Nasser
- Arshad Al-Alawi
- Ali Al-Busaidi
- Caio Canedo

### Gole samobójcze
- Ibrahim Al-Khatal (dla Jemenu)
- Mohammed Al-Musalami (dla Bahrajnu)

## Klasyfikacja końcowa
| Miejsce                        | Reprezentacja    | Punkty | Bramki +/− | Bramki zdobyte |
| ------------------------------ | ---------------- | ------ | ---------- | -------------- |
| Strefa medalowa                |                  |        |            |                |
| złoto                          | Bahrajn          | 12     | +4         | 9              |
| srebro                         | Oman             | 8      | +1         | 7              |
| brąz                           | Arabia Saudyjska | 6      | +1         | 9              |
| brąz                           | Kuwejt           | 5      | 0          | 4              |
| Wyeliminowane w fazie grupowej |                  |        |            |                |
| 5.                             | Jemen            | 3      | -1         | 4              |
| 6.                             | Irak             | 3      | -3         | 2              |
| 7.                             | ZEA              | 2      | -1         | 3              |
| 8.                             | Katar            | 2      | -1         | 3              |